# سيكيون
سيكيون (Σικυών) هي مدينة في كورينثيا في مقاطعة كينتريكي إلادا في اليونان.

## أعلام
- فولوفيا
- ليسيبوس
- أراطوس